# Roter Buckel
Der Rote Buckel ist eine 540,2 m ü. NHN hohe flache Erhebung im Odenwald in der Gemarkung Würzberg der Stadt Michelstadt im hessischen Odenwaldkreis in Deutschland.
Der Rote Buckel ist eine der höchsten Erhebungen in dem sanft gewellten Plateau der Würzberger Platte im Buntsandstein-Odenwald. Die 540-m-Höhenlinie umschreibt um den Gipfel ein Oval von gut einem Hektar Fläche. Er liegt am Südrand der Feldgemarkung von Würzberg kurz vor dem Waldrand, südöstlich des Jägertors und östlich des Tierheim-Geländes. Wenige hundert Meter nordwestlich beim Friedhof liegt die namenlose, mit 544 Metern höchste Erhebung des Gebiets und der Gemarkung Würzberg.
Über den Roten Buckel verläuft der Neckar-Odenwald-Limes, und zwar der Limesabschnitt zwischen dem Kastell Eulbach im Norden und dem Kastell Würzberg 1000 Meter südlich des Roten Buckels. Im Waldrand südlich des Roten Buckels ist ein zum Bodendenkmal erklärter Wachturm gefunden worden. Der Geländefund ist, zusammen mit einer Fundstelle an der Hohen Langhälde (548,3 m) achteinhalb Kilometer weiter südlich, die höchstgelegene nachgewiesene bzw. archäologisch ausgegrabene Turmstelle im hessischen Limesabschnitt.
Südlich des Gipfelhöhe und westlich des Kastells Würzberg entspringt der Euterbach.